# Narrfester
Narrfester var burleska upptåg i samband med nyårsfirandet under medeltiden och fram till 1700-talet i bl. a. Frankrike. Det var folkfester under julveckorna vid kyrkor och klosterskolor. Narrfesternas ursprung går tillbaka till den romerska folkfesten saturnalia, som bestod av uppsluppna maskeradupptåg med parodier på gudstjänsten, då man också vände upp och ned på de sociala rangskalorna. Deltagarna valde en narrbiskop eller narrpåve, som ledde de grova skämten.
Sedan narrfesterna gång på gång förgäves förbjudits av kyrkan, ordnades de under 1100-talet av de kyrkliga myndigheterna, så att kyrkskolornas elever och de yngre medlemmarna av prästerskapet fick fira narrfest på vissa föreskrivna dagar. Narrfesterna, som fortsatte fram till medeltidens slut i Frankrike och Belgien, är kvasikyrkliga motsvarigheter till reformationstidens fastlagsspel och senare tiders karnevaler.

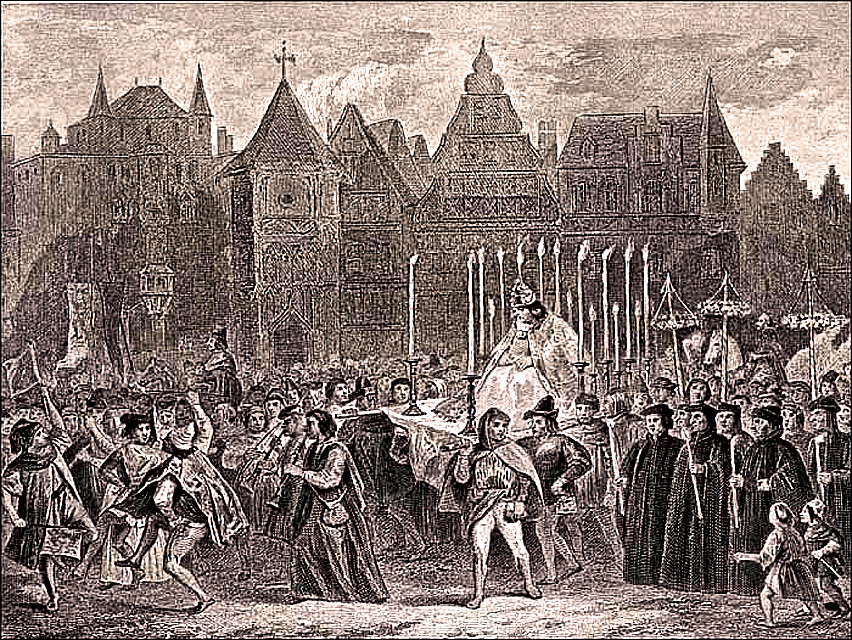

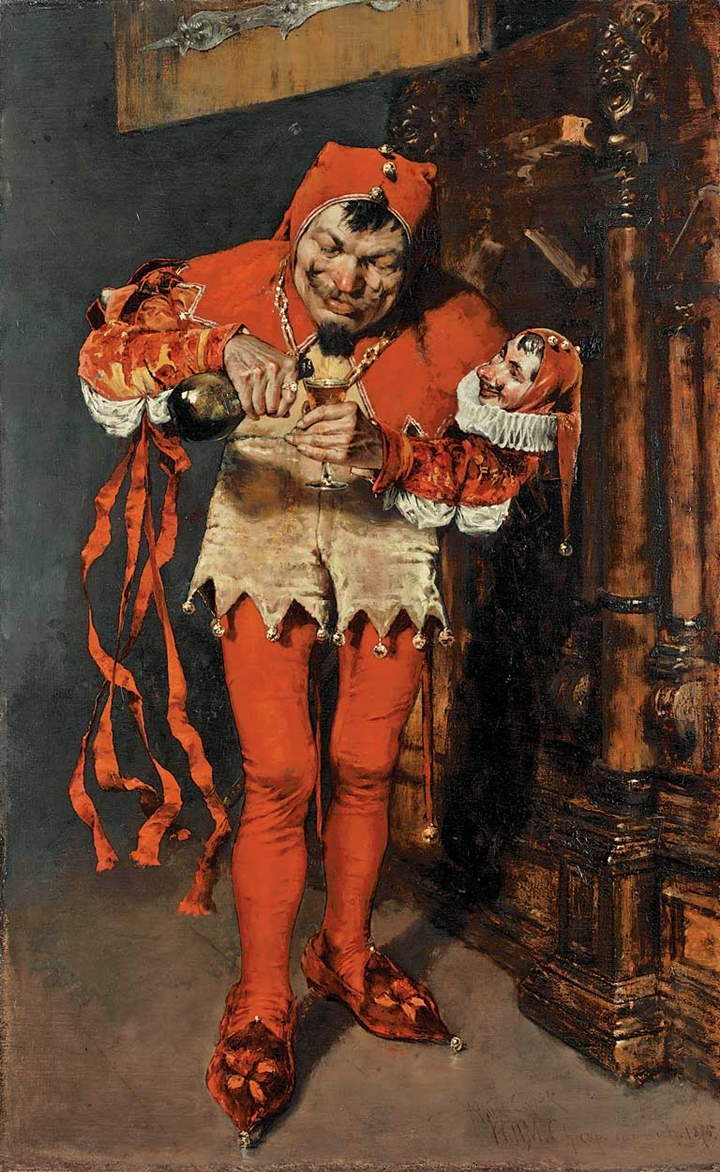

## Narrfesten
På medeltiden, runt nyår anordnade människorna i byn något som kallades för "Narrfesten". Narrfesten gick ut på att man skulle ha det så roligt som möjligt. Det första man gjorde var att utnämna vem som skulle vara narr/gossbiskop. Personen fick äran att styra över kyrkan för en dag. På festen dansade männen nakna längst fram i kyrkan vid koret och på altaret åt de blodkorv. Man brukade stå i vagnar fyllda med gödsel som man kastade på varandra. Man gjorde saker som inte passade sig att göra. De kyrkliga myndigheterna ville sätta stopp för detta så fort som möjligt och det blev reformationer och motreformationer för att få slut på spektaklet. Narrfesten fortsatte leva på vissa håll i världen ändå fram till franska revolutionen. Den person som blev utnämnd till narr/gossbiskop i England kallades för "Lord of misrules", den i Skottland kallades för "Abbot of unreason". I England år 1553 slutade man plötsligt att utge den titeln. Det som fortfarande kännetecknar narrfesterna är leken "bönkung" som var en del av narrfesterna. Gossbiskopar har fortsatt blivit utnämnda fast under mer ordnade former. I de romanska länderna håller en del kyrkliga skolor fortfarande fast vid denna tradition. 

## Så grundades narrfesterna
Festerna hölls av en grupp människor där man tog hand om varandra och skyddade varandra. Det kallades för "Gille" . Kallas oftast för föreningar. Festen brukade äga rum runt 1 januari, oftast i Frankrike. Festen grundades troligtvis på Saturnalia. Saturnalia var en högtid som man firade för att hylla guden Saturnus som tog hand om åkerbruket. Den högtiden brukade firas 17-23 december.

## Vilka deltog i narrfesterna?
På festerna kunde även kvinnor klä ut sig till män och tjänarna kunde klä ut sig till adelsmän. Den portugisiske jesuiten och upptäcktsresanden Bento de Goes hamnade i Yarkand där hans kompis Demetrios råkade i fara. Narrkejsaren använde sin makt för att straffa Greken hårt. Bento gick in som medlare i detta och gav narrkejsaren en mycket dyr present och narrkejsaren släppte Demetrios. En handelsman blev utnämnd till narrkejsare under varje narrfest. Då skulle de andra medborgarna ge honom/henne gåvor, om personen inte hade med sig en gåva så hade narrkejsaren tillstånd att straffa personen genom piskning eller fängelse.